# Barkhamsted
Barkhamsted és una població dels Estats Units a l'estat de Connecticut. Segons el cens del 2005 tenia 3.711 habitants.

## Demografia
Segons el cens del 2000, Barkhamsted tenia 3.494 habitants, 1.334 habitatges, i 1.036 famílies. La densitat de població era de 37,2 habitants per km².
Dels 1.334 habitatges en un 36,2% hi vivien nens de menys de 18 anys, en un 68,2% hi vivien parelles casades, en un 6,2% dones solteres, i en un 22,3% no eren unitats familiars. En el 16,9% dels habitatges hi vivien persones soles el 4,9% de les quals corresponia a persones de 65 anys o més que vivien soles. El nombre mitjà de persones vivint en cada habitatge era de 2,62 i el nombre mitjà de persones que vivien en cada família era de 2,95.
Per edats la població es repartia de la següent manera: un 25% tenia menys de 18 anys, un 4,8% entre 18 i 24, un 31,3% entre 25 i 44, un 28,8% de 45 a 60 i un 10,1% 65 anys o més.
L'edat mediana era de 40 anys. Per cada 100 dones de 18 o més anys hi havia 100,8 homes.
La renda mediana per habitatge era de 65.972 $ i la renda mediana per família de 73.218 $. Els homes tenien una renda mediana de 51.925 $ mentre que les dones 38.102 $. La renda per capita de la població era de 28.961 $. Aproximadament l'1,8% de les famílies i el 3% de la població estaven per davall del llindar de pobresa.